# 産業財産権法
産業財産権法（さんぎょうざいさんけんほう）とは「Industrial Property Law」の訳語で、知的財産権の中でも、特に産業政策的な諸権利について取り扱う法律の総称。

## 総説
従来は「工業所有権法」と訳されていたが、現代の経済社会が必ずしも工業を中心とするものではなくなってきており、それに応じて「Industrial Property」の範囲も、公正な商業活動を図るための不正競争防止法や農業分野の種苗法、近年のデジタル社会において重要度が増している著作権法等を含んだ広範なものになってきたため、より適切と考えられる「産業財産権法」という語が用いられるようになった。
一般的には、特許法、実用新案法、意匠法、商標法からなる、いわゆる「工業所有権四法」と産業活動に関連を有する知的財産関連諸法を指すが、厳密な定義は時と場合によって若干異なることもあるため、注意が必要である。